# Празелень звичайна
{{#ifeq:0|0|{{#if:Lapsana communis|{{#if:|[[]}}|[[]]}}}}
Празелень звичайна (Lapsana communis) — вид трав'янистих рослин родини айстрові (Asteraceae), поширений у Євразії. Етимологія: лат. communis — «звичайний».

## Опис
Однорічна чи багаторічна трав'яниста рослини, що виростає до висоти 1–1.2 м з прямими, волосистими гіллястими стеблами та прозорим (не молочним) соком. Листя: пластини 1–15(30) × 1–7(10) см. Квіткові голови 5–25(100 і більше). Квіти жовті. Плоди 3–5 мм. 

## Поширення
Африка: Алжир, Марокко, Туніс, Португалія — Мадейра; Азія: Вірменія, Азербайджан, Грузія, Російська Федерація, Іран, Ірак, Ізраїль, Йорданія, Ліван, Сирія, Туреччина, Індія, Пакистан (інтродукований на Кіпрі й Киргизстані); Європа: по всій території (в Ісландії вид уведений у кількох місцях) крім Свальдбарда. Введений у Північній Америці (Ґренландія, США, Канада), та Південній Америці (Аргентина, Чилі, Іспанія, Ямайка), Австралії, Новій Зеландії, Реюньйоні, Азорських островах. Населяє ліси з помірною кількістю вологи, захищені ділянки, узбіччя доріг, береги річок.
В Україні зростає по тінистих місцях в лісах, по чагарниках, в посівах і на полях — по всій території (за винятком Криму).

## Галерея

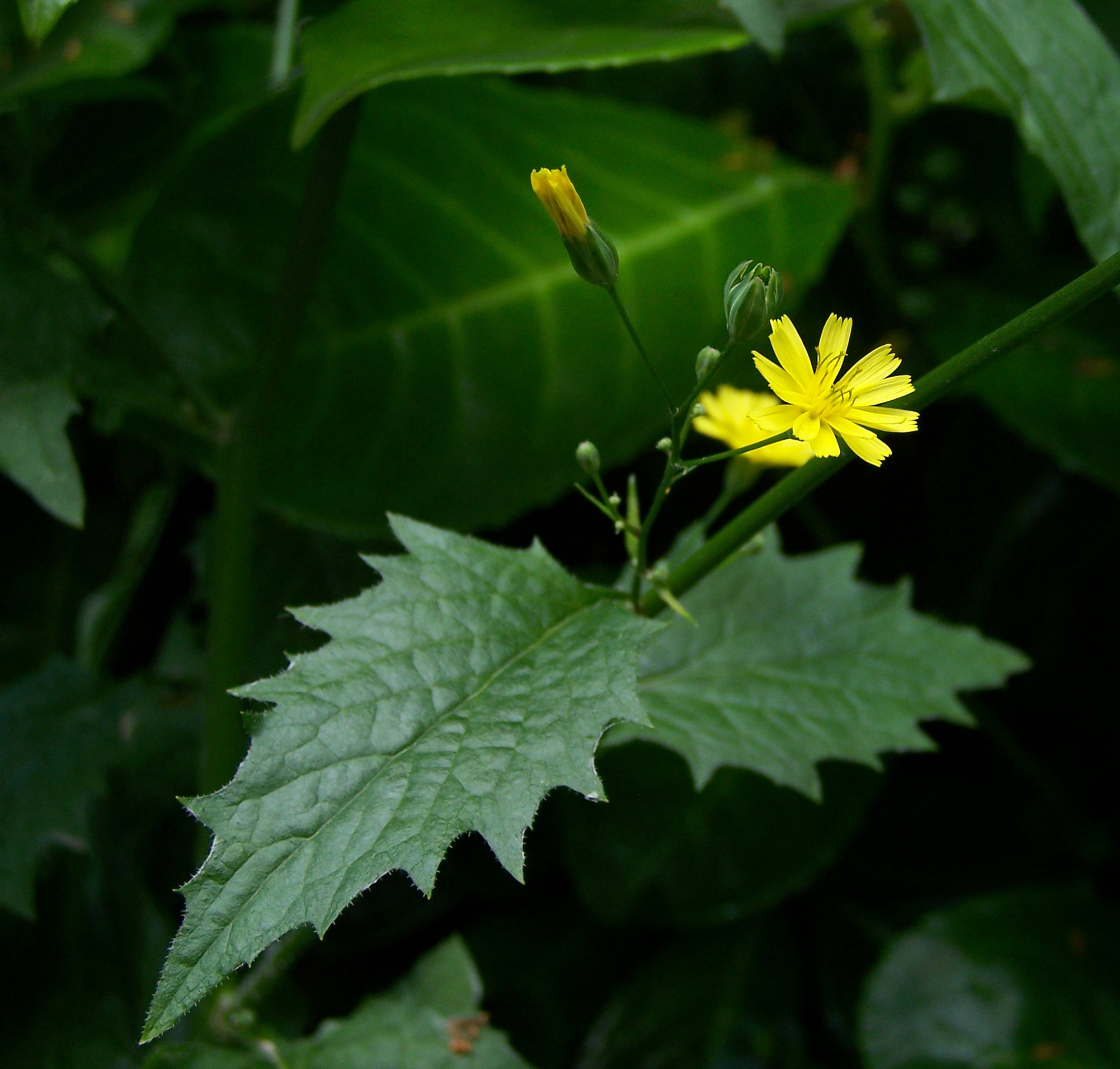
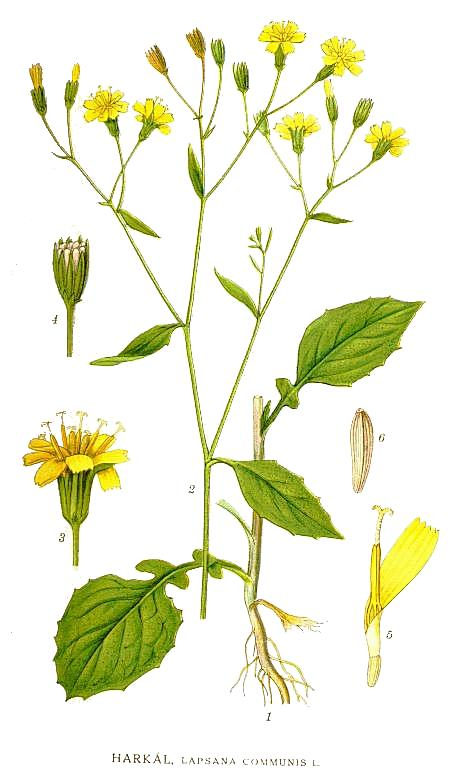